# FC Ungheni
CF Ungheni (también llamado FC Ungheni) es un club de fútbol moldavo de Ungheni, jugando en la ciudad de Nisporeni, Moldavia. El club fue fundado en 2012 y actualmente juega en la Divizia A, la segunda categoría del fútbol moldavo.

## Palmarés
- Divizia B

Campeón (1): (2014-15)